# 大東旭
大東 旭（おおひがし あきら、1970年4月10日 - ）は、日本の元プロボクサー、K-1ファイター。大阪府出身。ボクサー時代は大鵬ボクシングジム、K-1ではチーム・クラウド所属。得意技はフック。息子は吉本興業所属のお笑いコンビ「ダブルヒガシ」の大東翔生。

## 来歴

### ボクサー時代
母子家庭出身。1988年4月25日、18歳の高校3年生でリングネーム大東旭としてプロデビュー。
1991年9月22日、日本ジュニアミドル級王者上山仁に挑戦し、9回KO負けで王座獲得に失敗した。
1993年2月10日、日本ウェルター級王座決定戦で佐藤仁徳と対戦し、6回KO負けで王座獲得に失敗した。
1994年5月9日、日本ジュニアミドル級王者上山仁に再挑戦し、8回TKO負けで王座獲得に失敗した。
1995年8月14日の後楽園ホールでのダイヤモンドグローブ、上山の引退に伴い返上された日本ジュニアミドル級王座を上山のジムの後輩伊藤辰史と争い、判定負けで王座獲得に失敗した。
1996年2月11日、チャンピオン・カーニバルの一環である日本ジュニアミドル級タイトルマッチで伊藤辰史と再戦し、8回KO勝ち。5度目の挑戦で王座を獲得した。
1996年6月11日、初防衛戦でビニー・マーチンと対戦し、判定負けで王座から陥落した。
1996年12月3日、日本ジュニアミドル級タイトルマッチでビニー・マーチンと再戦し、4回KO勝ちで王座を再獲得した。
その後、10度の防衛に成功した（伊藤辰史からも3度防衛した）。WBC世界スーパーウェルター級5位、WBA世界スーパーウェルター級8位にもランクされた。金山俊治戦を最後に日本王座返上。
2001年、ハビエル・カスティリェホの持つWBC世界スーパーウェルター級王座への挑戦が決まったが、オスカー・デ・ラ・ホーヤに挑戦権を奪われ、王座挑戦は立ち消えとなった。
その後、ノンタイトルを戦い続け無敗記録を24試合（22勝2分け）まで伸ばすが、2003年9月26日、後のWBA世界スーパーウェルター級暫定王者石田順裕に判定負けで記録が止まった。
12月、サイシーレック・チョーチャンタヤカーン相手に引退試合を行い、プロボクシング界から引退。

### K-1時代
ボクシングに自分の全てを捧げていたため、引退後生きがいを失ってしまう（「燃え尽き症候群」）。同時期に母親が死去したこともあって、しばらくの間酒浸りの自堕落な生活を送った。
しかし、秋山成勲に打撃の指導を行ったことがきっかけとなり、2005年3月からキックの練習を開始し、かねてから興味を持っていたK-1に転向することを決意。9月2日、K-1転向が発表され、酒太りした83kgの体から、およそ1か月でK-1 MAX規定体重である70kgにまで減量した。
2005年10月12日、K-1 WORLD MAXでアルバート・クラウスと対戦。試合では、ボクシングシューズを履いて試合に臨み（K-1公式ルールではシューズ着用は任意だが、着用したら蹴り技の使用が禁止される）、序盤は持ち前のパンチで相手を追い込む場面も見られたが、ローキックを何発も当てられKO負けとなった。
2005年11月、西日本ボクシング協会は「K-1や総合格闘技等に出場するボクサーは、引退後のセコンド、トレーナーライセンス、ジム設立の許可を一切剥奪する」との宣言を発表し、ボクシング界から半ば追放の身となってしまう。
2005年12月31日、K-1 PREMIUM 2005 Dynamite!!で魔裟斗と対戦。急なオファーだったせいもあってか（計量までに契約体重に落とせなかった）、いいところが出ずにローキックでKO負けを喫した。
2006年2月4日、K-1 WORLD MAX 2006 〜日本代表決定トーナメント〜に出場し、総合格闘家の上山龍紀と対戦するも、上山のトリッキーな戦法に翻弄され、判定負けを喫した。
2006年5月26日、シュートボクシング興行で緒形健一と対戦予定であったが、拳の負傷により欠場となった。

## 戦績

### プロボクシング
| プロボクシング 戦績 | プロボクシング 戦績 | プロボクシング 戦績 | プロボクシング 戦績 | プロボクシング 戦績 | プロボクシング 戦績 | プロボクシング 戦績 |
| ------------------- | ------------------- | ------------------- | ------------------- | ------------------- | ------------------- | ------------------- |
| 50 試合             | (T)KO               | 判定                | その他              | 引き分け            | 無効試合            |                     |
| 39 勝               | 26                  |                     |                     | 3                   | 0                   |                     |
| 8 敗                |                     |                     |                     | 3                   | 0                   |                     |

### キックボクシング
| キックボクシング 戦績 | キックボクシング 戦績 | キックボクシング 戦績 | キックボクシング 戦績 | キックボクシング 戦績 | キックボクシング 戦績 | キックボクシング 戦績 |
| --------------------- | --------------------- | --------------------- | --------------------- | --------------------- | --------------------- | --------------------- |
| 3 試合                | (T)KO                 | 判定                  | その他                | 引き分け              | 無効試合              |                       |
| 0 勝                  | 0                     | 0                     | 0                     | 0                     | 0                     |                       |
| 3 敗                  | 2                     | 1                     | 0                     | 0                     | 0                     |                       |

| 勝敗 | 対戦相手             | 試合結果                    | 大会名                                                    | 開催年月日     |
| ×    | 上山龍紀             | 3R終了 判定0-3              | K-1 WORLD MAX 2006 〜日本代表決定トーナメント〜 【1回戦】 | 2006年2月4日   |
| ×    | 魔裟斗               | 2R 1:58 TKO（右ローキック） | K-1 PREMIUM 2005 Dynamite!!                               | 2005年12月31日 |
| ×    | アルバート・クラウス | 2R 1:31 KO（右ローキック）  | K-1 WORLD MAX 2005 〜世界王者対抗戦〜                     | 2005年10月12日 |

## 獲得タイトル
- 第21代日本ジュニアミドル級王座
- 第23代日本ジュニアミドル級王座